# Церковь Святых Космы и Дамиана (Сквиртне)
 Памятник культуры Малопольского воеводства: регистрационный номер 446 от  5 марта 1991 года.
Церковь святых Космы и Дамиана (пол. Cerkiew św. św. Kosmy i Damiana) — бывшая грекокатолическая, в настоящее время римско-католическая церковь, находящаяся в селе Сквиртне, Горлицкий повят, Малопольское воеводство. Церковь находится на туристическом маршруте «Путь деревянной архитектуры». Архитектурный памятник Малопольского воеводства.

## История
Первое упоминание о церкви относится к 1832 году. Первоначально церковь была грекокатолической. Храм был перестроен в 1837 и 1900 годах. В 1967 и 1993 годах церковь была отреставрирована.
После 1946 года, когда жители села, бывшие лемками, были переселены на западные территории Польши во время операции «Висла», храм был передан римско-католической общине села Сквиртне.
5 марта 1991 года церковь святых Космы и Дамиана была внесена в список архитектурных памятников Малопольского воеводства.

## Описание
Деревянная церковь построена в характерном для западнолемковской архитектуры трёхкупольном стиле XIX века. Вся церковь, в том числе и внешние стены, покрыта гонтом. Алтарная часть храма несколько шире, чем части нефа и входа.
Внутренние стены храма покрыты полихромией, датируемой началом XX века. Алтарь церкви был изготовлен в первой половине XIX века. Алтарь отделён от нефа современным иконостасом. На стенах церкви находятся иконы XIX века, которые ранее находились в оригинально иконостасе. На потолке центрального нефа изображена Святая Троица.
Церковный двор обнесён деревянным ограждением с входом.

## Источник
- G. i Z. Malinowscy, E. i P. Marciniszyn, Ikony i cerkwie. Tajemnice łemkowskich świątyń, Carta Blanca, Warszawa 2009, ISBN 978-83-61444-15-2